# 2682 Soromundi
2682 Soromundi è un asteroide della fascia principale. Scoperto nel 1979, presenta un'orbita caratterizzata da un semiasse maggiore pari a 2,2700870 UA e da un'eccentricità di 0,1701403, inclinata di 5,49733° rispetto all'eclittica.